# Bahnstrecke Delmenhorst–Lemwerder
| Streckennummer: | 1563                                   |                                              |                                              |
| Kursbuchstrecke (DB): | ehemals 221q (1961), 221b (1946, 1944) |                                              |                                              |
| Streckenlänge: | 14,6 km                                |                                              |                                              |
| Spurweite: | 1435 mm (Normalspur)                   |                                              |                                              |
| |                                        |                                              |                                              |
| \| \| \| von Oldenburg \| \| \| \| 0,0 \| Delmenhorst Pbf \| Delmenhorst Pbf \| \| \| \| von Harpstedt \| \| \| \| \| Verbindung bis 1970 \| \| \| \| \| nach Delmenhorst Gbf \| \| \| \| \| nach Bremen \| \| \| \| \| Anschluss Nordwolle (niveaugleiche Kreuzung) \| \| \| \| \| Delme \| \| \| \| \| Nordica (Anst) (seit 1985) \| \| \| \| 3,5 \| Hasbergen (Oldb) (zuvor Personenbf) \| Hasbergen (Oldb) (zuvor Personenbf) \| \| \| \| Deichschart \| \| \| \| \| Randgraben \| \| \| \| 6,1 \| Deichhausen \| Deichhausen \| \| \| 10,9 \| Altenesch \| Altenesch \| \| \| 14,6 \| Lemwerder \| Lemwerder \| |                                        |                                              |                                              |
| Strecke |                                        | von Oldenburg                                | von Oldenburg                                |
| Bahnhof | 0,0                                    | Delmenhorst Pbf                              | Delmenhorst Pbf                              |
| Strecke von rechts · Strecke |                                        | von Harpstedt                                | von Harpstedt                                |
| Abzweig geradeaus und ehemals von links · Abzweig geradeaus und ehemals nach rechts |                                        | Verbindung bis 1970                          | Verbindung bis 1970                          |
| Abzweig ehemals geradeaus und nach rechts · Strecke |                                        | nach Delmenhorst Gbf                         | nach Delmenhorst Gbf                         |
| Kreuzung geradeaus unten (Strecke geradeaus außer Betrieb) · Strecke nach rechts |                                        | nach Bremen                                  | nach Bremen                                  |
| Kreuzung (Strecken außer Betrieb) |                                        | Anschluss Nordwolle (niveaugleiche Kreuzung) | Anschluss Nordwolle (niveaugleiche Kreuzung) |
| Brücke über Wasserlauf (Strecke außer Betrieb) |                                        | Delme                                        | Delme                                        |
| Abzweig geradeaus und von links (Strecke außer Betrieb) |                                        | Nordica (Anst) (seit 1985)                   | Nordica (Anst) (seit 1985)                   |
| Dienststation / Betriebs- oder Güterbahnhof (Strecke außer Betrieb) | 3,5                                    | Hasbergen (Oldb) (zuvor Personenbf)          | Hasbergen (Oldb) (zuvor Personenbf)          |
| Brücke (Strecke außer Betrieb) |                                        | Deichschart                                  | Deichschart                                  |
| Brücke über Wasserlauf (Strecke außer Betrieb) |                                        | Randgraben                                   | Randgraben                                   |
| Bahnhof (Strecke außer Betrieb) | 6,1                                    | Deichhausen                                  | Deichhausen                                  |
| Bahnhof (Strecke außer Betrieb) | 10,9                                   | Altenesch                                    | Altenesch                                    |
| Kopfbahnhof Streckenende (Strecke außer Betrieb) | 14,6                                   | Lemwerder                                    | Lemwerder                                    |

Die Bahnstrecke Delmenhorst–Lemwerder ist eine stillgelegte normalspurige Eisenbahnstrecke im Besitz der Stadt Delmenhorst und der Gemeinde Lemwerder.

## Geschichte

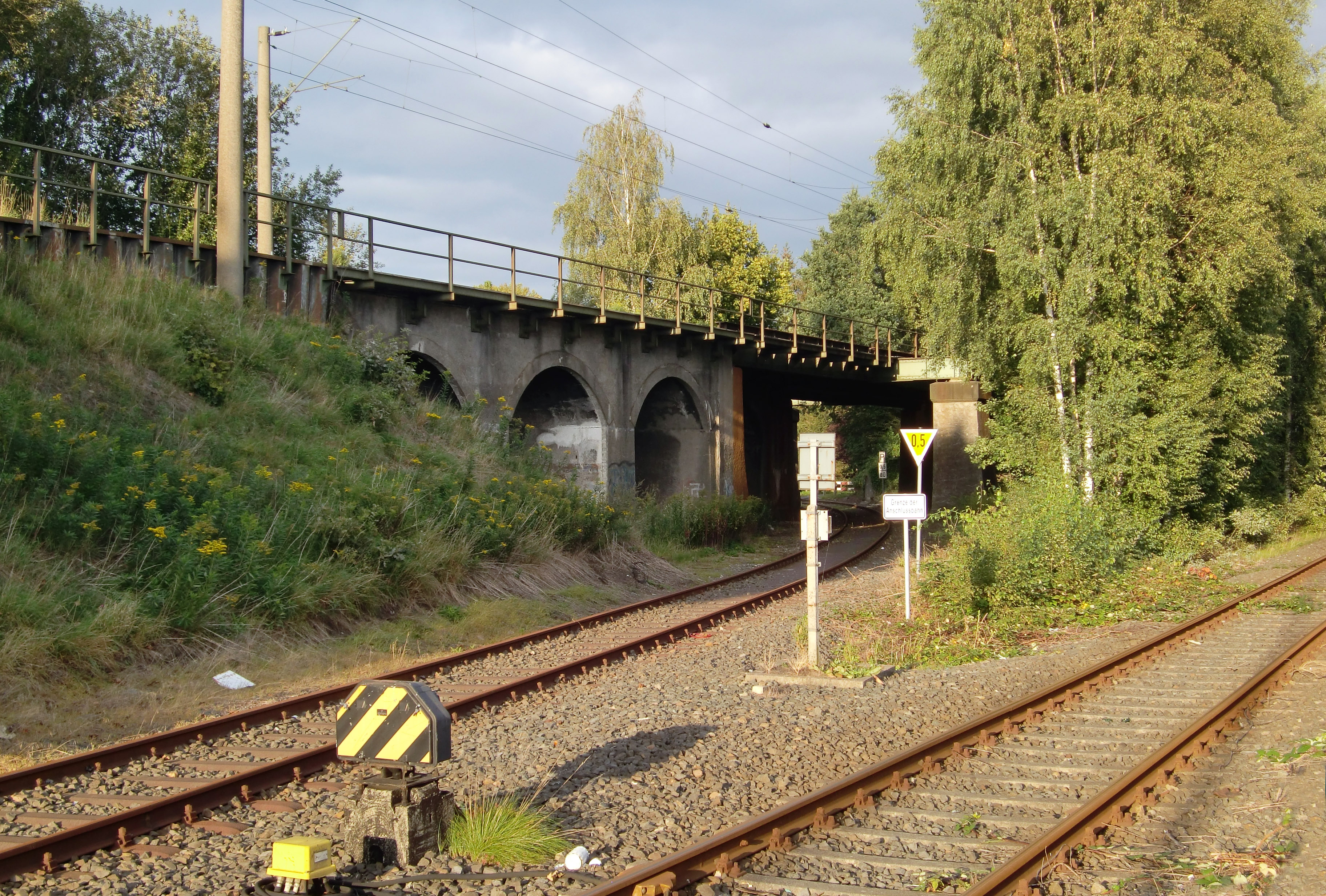
Abzweigung links nach Lemwerder (Delmenhorst 2011)

Die Strecke war noch für die Oldenburgischen Staatsbahnen konzessioniert und 1919 von diesen mit dem Bau begonnen worden, aber am 1. November 1922 wurde sie von der Deutschen Reichsbahn eröffnet. Sie diente der Beförderung landwirtschaftlicher Güter und der Anbindung der Werften und des Flugzeugwerkes (Weser-Flugzeugbau) in Lemwerder an das Eisenbahnnetz sowie dem Arbeitertransport zu den Werften. 1944 verkehrten werktags fünf Personenzugpaare. Mit Ausnahme des Endbahnhofs Lemwerder waren alle übrigen Stationen sehr einfach gehalten und wurden von nebenberuflichen Kräften betrieben. Alle Bahnhöfe verfügten über ein in Richtung Delmenhorst angebundenes Ladegleis sowie einen Güterschuppen. Die Bahnhöfe Altenesch und Hasbergen besaßen außerdem Viehverladeeinrichtungen, der Bahnhof Deichhausen ein beidseitig angeschlossenes Umfahrungsgleis für Zugkreuzungen. Signal- und Schrankenanlagen waren nur im Bahnhof Lemwerder vorhanden.
Bis zum 27. Mai 1962 wurde die Strecke von Personenzügen befahren. Sie fuhren im alten Delmenhorster Bahnhof von Gleis 1 ab. Zuletzt waren allerdings alle Zwischenhalte gestrichen, und es verkehrte nur noch werktags ein Zug morgens nach Lemwerder und nach Schichtende zurück. 1963 bis 1966 wurde die Zugförderung durch die Delmenhorst-Harpstedter Eisenbahn (DHE) durchgeführt, danach wieder von der Deutschen Bundesbahn (DB), die die Bahnanlagen des ehemaligen Bahnhofs Lemwerder zeitweilig zum Abstellen von Güterwagen nutzte.
1970 wurden die Bahnanlagen in Delmenhorst umgestaltet, die Strecke verlor ihre Einführung in den Personenbahnhof und endete, nachdem sie die Bahnstrecke Bremen–Oldenburg unterquert hatte, im Gleis der DHE zum Güterbahnhof. Dieser konnte nur über eine Sägefahrt erreicht werden. Das parallel zum heutigen Gleis der DHE verlaufende Streckengleis zwischen dem Delmenhorster Personenbahnhof und der Unterquerung der Bahnstrecke Bremen–Oldenburg wurde im Rahmen des Umbaus des Delmenhorster Bahnhofs stillgelegt und abgebaut.
Wenige hundert Meter nördlich des Abzweigs von der Bahnstrecke Delmenhorst–Harpstedt und der Unterquerung der Bahnstrecke Bremen–Oldenburg kreuzte die Bahnstrecke niveaugleich das Anschlussgleis zur ehemaligen Delmenhorster Wollkämmerei. Diese rechtwinklige Kreuzung wurde nach der Stilllegung des Werks Mitte der 1980er Jahre abgebaut.
Im Jahre 1985 wurde im südlichen Abschnitt bei Hasbergen von der Stadt Delmenhorst ein Industriestammgleis zur Firma Nordica errichtet. Bis zur Verlagerung des Produktionsstandortes nach Osteuropa in den 1990er Jahren wurde dieser Anschluss mehrmals täglich bedient. Im Rahmen der Baumaßnahmen wurde im ehemaligen Bahnhof Hasbergen eine Umsetzmöglichkeit geschaffen.
Als die Deutsche Bundesbahn auch den Güterverkehr aufgeben wollte und 1993 das Stilllegungsverfahren einleitete, erwarben die Stadt Delmenhorst und die Gemeinde Lemwerder 1998 die Infrastruktur der Strecke. 1995 hatte ein Dammrutsch bei Deichhausen die Einstellung des Verkehrs nördlich von Hasbergen zur Folge gehabt. 
Seit 1997 bediente die DHE den restlichen Güterverkehr im Abschnitt Delmenhorst–Hasbergen. Nach einer Aufarbeitung der Strecke konnte der Verkehr am 6. Mai 2001 vorläufig wieder bis Lemwerder aufgenommen werden. Neben der gelegentlichen Bedienung des Güterverkehrs – die Gleisanschlüsse in Lemwerder waren nach der Betriebseinstellung im Jahre 1995 von den dortigen Firmen sowie von den landwirtschaftlichen Bezugsgenossenschaften in Altenesch und Hasbergen aufgegeben worden – fanden auch touristische Dampfzug-Fahrten der Delmenhorst-Harpstedter Eisenbahnfreunde statt.
Zum Jahresende 2009 wurde der Streckenabschnitt zwischen Hasbergen und Lemwerder aufgrund von Oberbaumängeln gesperrt, zwischen September und Oktober 2011 wurden auf dem Abschnitt zwischen dem ehemaligen Bahnhof Lemwerder bis etwa ein Kilometer nördlich des ehemaligen Bahnhofs Altenesch die Gleise demontiert. Mitte 2013 wurde auch die restliche Strecke aufgrund des schlechten Gleiszustands und maroder Brückenbauwerke für den Verkehr gesperrt. Im November 2014 beschloss der zuständige Ausschuss der Stadt Delmenhorst, die Strecke auch rechtlich dauerhaft aufzugeben. Im März 2018 war die Freistellung der Strecke vollzogen. Der Rückbau der Strecke zwischen der Bahnüberführung Espenkamp in Delmenhorst und vor der Brücke an der Stadtgrenze Lemwerder (ca. km 7,1) wurde im Februar 2021 ausgeschrieben.
Der Abriss der Strecke zwischen Deichhausen und Delmenhorst begann im Juli 2021.

## Besonderheiten

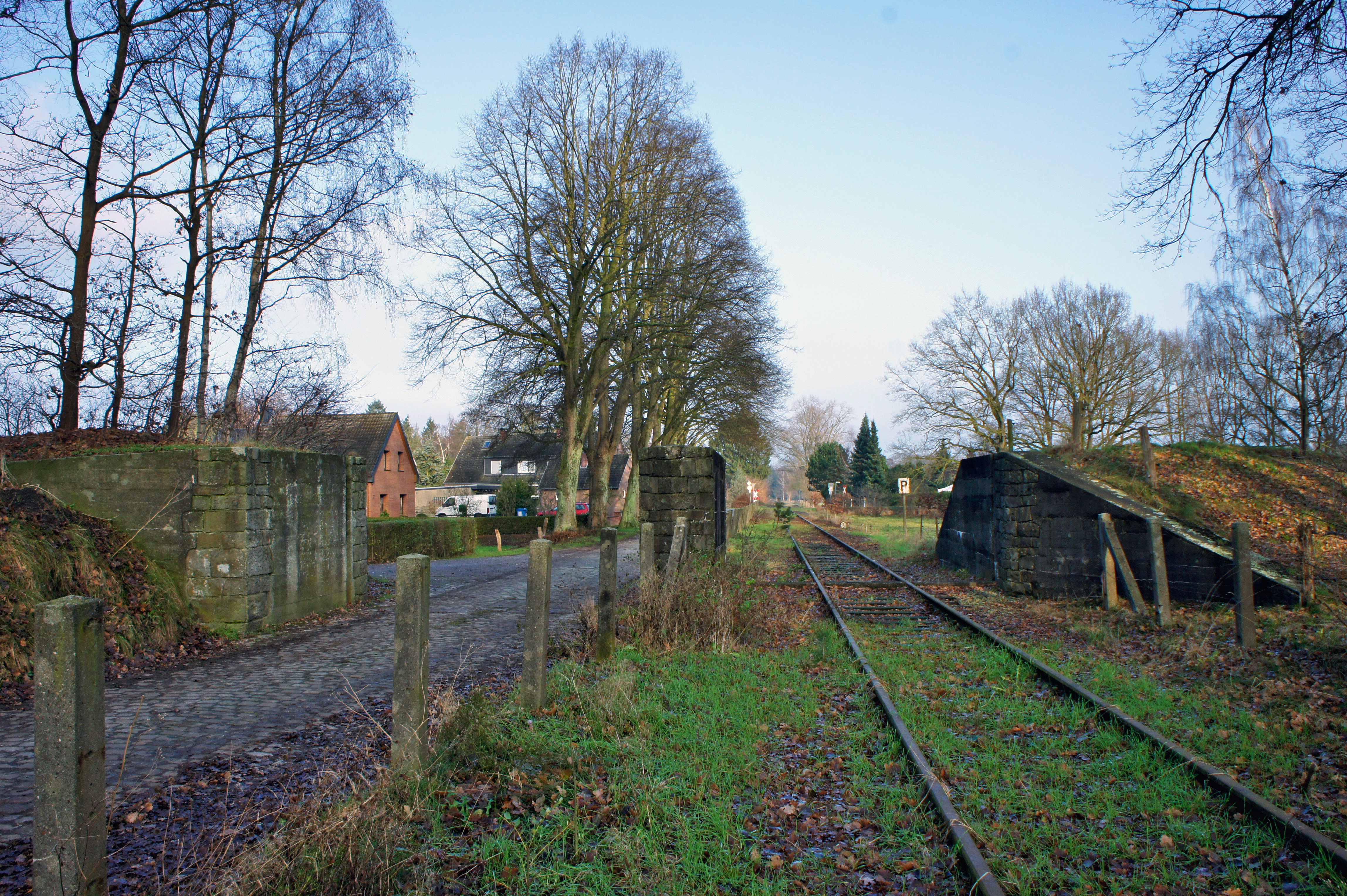
Deichschart in Hasbergen (2014)

Die Bahnhöfe Lemwerder und Hasbergen befanden sich im Außendeichsbereich und wurden vor Inbetriebnahme des Ochtum-Sperrwerks und der schadenverhütenden Maßnahmen im Deichvorland in Lemwerder bei sehr hohen Sturmfluten überflutet, so bei der Februarsturmflut 1962, den Januarsturmfluten 1976 und den Sturmfluten des Jahres 1973.